# Campeonato de Primera C 1999-00 (Argentina)
El Campeonato de Primera C 1999/00 fue la sexagésima sexta temporada de la categoría y la decimotercera de esta división como cuarta categoría del fútbol argentino. Fue disputado entre el 14 de agosto de 1999 y el 8 de julio de 2000 por 18 equipos. 
En este torneo se incorporaron Dock Sud y Deportivo Laferrere (descendidos de la Primera B), y Argentino de Merlo y Ferrocarril Midland (campeón y ganador del reducido de la Primera D).
El campeón fue Deportivo Merlo que obtuvo el primer lugar en la tabla de posiciones, clásificándose directamente a la final en la cual venció a Ituzaingó, lo cual le permitió no sólo consagrarse sino también obtener el único ascenso otorgado.
Los 2 descensos a Primera D correspondieron a Defensores Unidos y Deportivo Paraguayo, últimos en la tabla de promedios.

## Ascensos y descensos
| Promedio | Descendidos de la Primera C 1998-99 |
| -------- | ----------------------------------- |
| 17.°     | Juventud Unida                      |
| 18.°     | Lugano                              |

| Posición  | Ascendidos de la Primera D 1998-99 |
| --------- | ---------------------------------- |
| Campeón   | Argentino de Merlo                 |
| Gan. red. | Ferrocarril Midland                |

| Posición  | Ascendidos a la Primera B 1999-00 |
| --------- | --------------------------------- |
| Campeón   | Defensores de Cambaceres          |
| Gan. Red. | Colegiales                        |

| Promedio | Descendidos de la Primera B 1998-99 |
| -------- | ----------------------------------- |
| 17.º     | Dock Sud                            |
| 18.º     | Deportivo Laferrere                 |

## Equipos participantes
| Equipo                | Ciudad       | Estadio                    | Capacidad |
| --------------------- | ------------ | -------------------------- | --------- |
| Argentino             | Merlo        | Argentino de Merlo         | 11.000    |
| Atlético Campana      | Campana      | Coliseo de Mitre y Puccini | 12.000    |
| Barracas Central      | Buenos Aires | Barracas Central           | 4400      |
| Cañuelas              | Cañuelas     | Jorge Alfredo Arín         | 1500      |
| Comunicaciones        | Buenos Aires | Alfredo Ramos              | 3500      |
| Defensores Unidos     | Zárate       | Gigante de Villa Fox       | 6000      |
| Deportivo Laferrere   | Laferrere    | Ciudad de Laferrere        | 10.000    |
| Deportivo Merlo       | Merlo        | José Manuel Moreno         | 7500      |
| Deportivo Paraguayo   | Buenos Aires | Juan Antonio Arias         | 3000      |
| Deportivo Riestra     | Buenos Aires | Guillermo Laza             | 3000      |
| Dock Sud              | Dock Sud     | De Los Inmigrantes         | 9500      |
| Excursionistas        | Buenos Aires | Excursionistas             | 7200      |
| Ituzaingó             | Ituzaingó    | Carlos Sacaan              | 3500      |
| Justo José de Urquiza | Loma Hermosa | Ramón Roque Martín         | 2500      |
| Liniers               | San Justo    | Juan Antonio Arias         | 3000      |
| Luján                 | Luján        | Municipal de Luján         | 2000      |
| Midland               | Libertad     | Ciudad de Libertad         | 7000      |
| San Martín            | Burzaco      | Francisco Boga             | 5000      |

| 1. |

### Distribución geográfica de los equipos
| Región                                   | Cant. | Equipos |
| ---------------------------------------- | ----- | --- |
| Conurbano bonaerense                     | 9     | Argentino de Merlo, Deportivo Laferrere, Deportivo Merlo, Dock Sud, Ituzaingó, Justo José de Urquiza, Liniers, Midland y San Martín (B) |
| Ciudad de Buenos Aires                   | 5     | Barracas Central, Comunicaciones, Deportivo Paraguayo, Deportivo Riestra y Excursionistas                                               |
| Interior de la provincia de Buenos Aires | 4     | Atlético Campana, Cañuelas, Defensores Unidos y Luján                                                                                   |

## Formato

### Competición
Se disputó un torneo de 34 fechas por el sistema de todos contra todos, ida y vuelta.

### Ascensos
Este torneo entregó un solo ascenso directo, por lo que el formato dispuesto fue que el ganador del torneo debía obtener 75 puntos o más para conseguirlo. En caso de que ello no ocurriera, se dispuso la disputa de un reducido que sería disputado por los equipos que obtuvieran al menos 56 puntos, con un máximo de 8 clubes, cuyo ganador se consagraría campeón y obtendría el ascenso a la Primera B Metropolitana.
Sólo cuatro equipos consiguieron obtener el puntaje requerido, por lo tanto se dispuso que el equipo que finalizó en el primer lugar de la tabla jugara una final contra el ganador de una semifinal disputada entre el segundo y quien saliera victorioso de una serie previa entre el tercero y el cuarto. Mientras que la final era a doble partido, la primera ronda y las semifinales eran a partido único, definiendo en todas las rondas como local el equipo mejor ubicado en la tabla de posiciones.

### Descensos
El promedio se calculó con los puntos obtenidos en la fase regular de los torneos de 1997-98, 1998-99 y 1999-00. Los equipos que ocuparon los dos últimos lugares de la tabla de promedios descendieron a la Primera D.

## Tabla de posiciones del campeonato
| Pos | Equipo              | Pts | PJ | PG | PE | PP | GF | GC | Dif |
| --- | ------------------- | --- | -- | -- | -- | -- | -- | -- | --- |
| 1   | Deportivo Merlo     | 68  | 34 | 21 | 8  | 5  | 73 | 37 | 36  |
| 2   | Dock Sud            | 67  | 34 | 19 | 10 | 5  | 58 | 28 | 30  |
| 3   | Ituzaingó           | 63  | 34 | 17 | 12 | 5  | 59 | 31 | 28  |
| 4   | Comunicaciones      | 56  | 34 | 16 | 8  | 10 | 49 | 37 | 12  |
| 5   | Argentino de Merlo  | 55  | 34 | 16 | 7  | 11 | 58 | 44 | 14  |
| 6   | Atlético Campana    | 54  | 34 | 14 | 12 | 8  | 44 | 25 | 19  |
| 7   | Barracas Central    | 45  | 34 | 12 | 9  | 13 | 42 | 53 | -11 |
| 8   | Excursionistas      | 43  | 34 | 19 | 7  | 8  | 60 | 36 | 24  |
| 9   | Deportivo Laferrere | 42  | 34 | 9  | 15 | 10 | 38 | 40 | -2  |
| 10  | JJ Urquiza          | 41  | 34 | 10 | 11 | 13 | 47 | 55 | -8  |
| 11  | Ferrocarril Midland | 39  | 34 | 11 | 6  | 17 | 38 | 58 | -20 |
| 12  | Liniers             | 38  | 34 | 9  | 11 | 14 | 36 | 44 | -8  |
| 13  | Deportivo Riestra   | 37  | 34 | 8  | 13 | 13 | 45 | 62 | -17 |
| 14  | Luján               | 36  | 34 | 10 | 9  | 15 | 32 | 45 | -13 |
| 15  | San Martín (B)      | 34  | 34 | 9  | 7  | 18 | 30 | 52 | -22 |
| 16  | Cañuelas            | 32  | 34 | 7  | 11 | 16 | 33 | 49 | -16 |
| 17  | Defensores Unidos   | 31  | 34 | 8  | 10 | 16 | 41 | 55 | -14 |
| 18  | Deportivo Paraguayo | 21  | 34 | 5  | 6  | 23 | 36 | 68 | -32 |

|  |                                        |
|  | Clasificado a la final por el ascenso. |

|  |                                            |
|  | Clasificado a la semifinal por el ascenso. |

|  |                                                              |
|  | Clasificados a la primera ronda del reducido por el ascenso. |

## Torneo reducido

### Primera ronda
Se disputó a partido único, haciendo de local y teniendo ventaja deportiva el mejor ubicado en la tabla de posiciones, en este caso Ituzaingó, que había finalizado tercero.
| 17 de junio de 2000 | Ituzaingó | 1:0 | Comunicaciones | Estadio de Ituzaingó, |  |

### Semifinales
| 25 de junio de 2000 | Dock Sud | 1:1 (t. s.)(2:4 p.) | Ituzaingó | Estadio de los Inmigrantes, |  |

### Final
Se disputó a doble partido, haciendo como local en primer lugar el campeón del torneo clausura y en la vuelta el del torneo apertura.
| Ituzaingó                                                                                            | 1 - 1 | Deportivo Merlo | Estadio Francisco Urbano    | 1 de julio |
| Deportivo Merlo                                                                                      | 1 - 1 | Ituzaingó       | Estadio Malvinas Argentinas | 8 de julio |
| Global: 2 - 2'. Deportivo Merlo ganó 4-2 en los penales, se coronó campeón y ascendió a la Primera B |       |                 |                             |            |

## Tabla de descenso
| Pos  | Equipo              | Promedio | 1997/98 | 1998/99 | 1999/00 | Pts | PJ  |
| ---- | ------------------- | -------- | ------- | ------- | ------- | --- | --- |
| 1.º  | Dock Sud            | 1,970    | -       | -       | 67      | 67  | 34  |
| 2.º  | Atlético Campana    | 1,745    | 63      | 61      | 54      | 178 | 102 |
| 3.º  | Ituzaingó           | 1,735    | 62      | 52      | 63      | 177 | 102 |
| 4.º  | Argentino de Merlo  | 1,618    | -       | -       | 55      | 55  | 34  |
| 5.º  | Comunicaciones      | 1,549    | 52      | 50      | 56      | 158 | 102 |
| 6.º  | Deportivo Merlo     | 1,539    | 53      | 36      | 68      | 157 | 102 |
| 7.º  | San Martín (B)      | 1,451    | 63      | 51      | 34      | 148 | 102 |
| 8.º  | Cañuelas            | 1,343    | 56      | 49      | 32      | 137 | 102 |
| 9.º  | Deportivo Laferrere | 1,235    | -       | -       | 42      | 42  | 34  |
| 10.º | J. J, de Urquiza    | 1,216    | 42      | 41      | 41      | 124 | 102 |
| 11.º | Luján               | 1,186    | 35      | 50      | 36      | 121 | 102 |
| 12.º | Barracas Central    | 1,176    | 36      | 39      | 45      | 120 | 102 |
| 13.º | Excursionistas      | 1,157    | 21      | 54      | 43      | 118 | 102 |
| 14.º | Ferrocarril Midland | 1,147    | -       | -       | 39      | 39  | 34  |
| 15.º | Liniers             | 1,118    | 44      | 32      | 38      | 114 | 102 |
| 16.º | Deportivo Riestra   | 1,088    | 35      | 39      | 37      | 111 | 102 |
| 17.º | Defensores Unidos   | 1,044    | -       | 40      | 31      | 71  | 68  |
| 18.º | Deportivo Paraguayo | 1,020    | 40      | 43      | 21      | 104 | 102 |

|  | Descendió a la Primera D. |